# Diu satis
Diu satis je název první encykliky papeže Pia VII. vyhlášené 13. května 1800 o vyhoštění papeže z Říma a jeho ochraně ze strany panovníka Rakouska-Uherska. Dále pojednává o důsledcích francouzské revoluce a odsuzuje bezbřehý liberalismus. 